# Ambahita
Ambahita is een plaats en commune in het zuiden van Madagaskar, behorend tot het district Bekily, dat gelegen is in de regio Androy. Tijdens een volkstelling in 2001 telde de plaats 13.940 inwoners.
De plaats biedt enkel lager onderwijs aan. 90% van de bevolking werkt als landbouwer. De meest belangrijke landbouwproducten zijn rijst en suikerriet; overige belangrijke producten zijn pinda's en maniok. Verder is 2% actief in de dienstensector en heeft 8% een baan in de industrie.